# Timelkam
Timelkam ist eine Marktgemeinde in Oberösterreich im Bezirk Vöcklabruck im Hausruckviertel mit 6010 Einwohnern (Stand 1. Jänner 2024). Der zuständige Gerichtsbezirk ist Vöcklabruck.

## Geografie
Timelkam liegt auf 454 m Höhe im Hausruckviertel. Die Ausdehnung der Gemeindefläche beträgt von Nord nach Süd 7 km, von West nach Ost 5,2 km. Die Gesamtfläche beträgt 18,1 km². 23,8 % der Fläche sind bewaldet, 61,3 % der Fläche sind landwirtschaftlich genutzt. Die Dürre Ager fließt durch Timelkam und mündet dort in die Vöckla.

### Gemeindegliederung

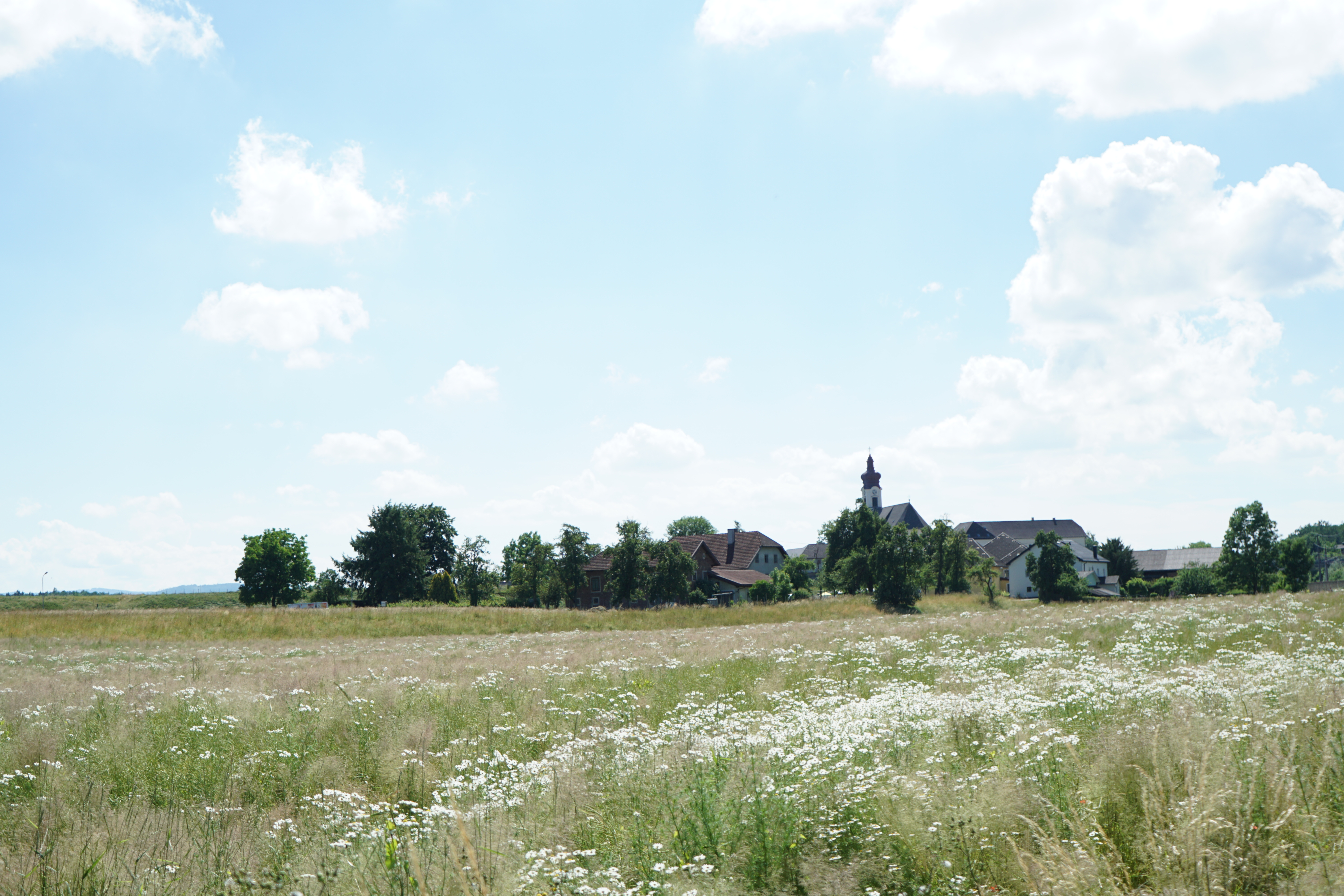
Oberthalheim

Das Gemeindegebiet umfasst folgende Ortschaften (in Klammern Einwohnerzahl Stand 1. Jänner 2024):
- Ader (466)
- Altwartenburg (37)
- Außerungenach (63)
- Eiding (43)
- Gsteinedt (61)
- Haag (38)
- Heitzing (56)
- Heuweg (57)
- Kalchofen (220)
- Leidern (250)
- Maierhof (61)
- Mühlfeld (16)
- Neuwartenburg (6)
- Oberau (18)
- Obereck (139)
- Obergallaberg (29)
- Oberthalheim (96)
- Pichlwang (587)
- Stöfling (127)
- Straß (61)
- Timelkam (3286)
- Ulrichsberg (21)
- Unterau (4)
- Untereck (13)
- Untergallaberg (203)
- Wimberg (52)

### Nachbargemeinden
| Neukirchen an der Vöckla | Puchkirchen am Trattberg                    | Ungenach          |
| Gampern                  | Kompassrose, die auf Nachbargemeinden zeigt | Vöcklabruck Regau |
| Seewalchen am Attersee   | Lenzing an der Ager                         | Aurach am Hongar  |

## Geschichte
Vom 12. bis zum 15. Jahrhundert gehörte das Gebiet zur Grafschaft Schaunberg, danach zum Erzherzogtum Österreich. Im Jahr 1399 erfolgte die erste urkundliche Erwähnung als „Tumelchaim“. Im Jahr 1500 wurde der Ort als „Timelkham“ bezeichnet. Kaiser Maximilian I. erhob Timelkam 1512 zum Markt mit einem Jahrmarkt am 29. September. Im Jahr 1609 erfolgte die Errichtung des Marktturmes. Ab 1615 wurden Jahr- und Wochenmärkte abgehalten, eine Marktordnung wurde geschaffen. Im Jahr 1710 wurde von Kaiser Josef I. eine Brückenmaut zur Errichtung der Brücke über die Dürre Ager und Uferschutzbauten an der Vöckla bewilligt.

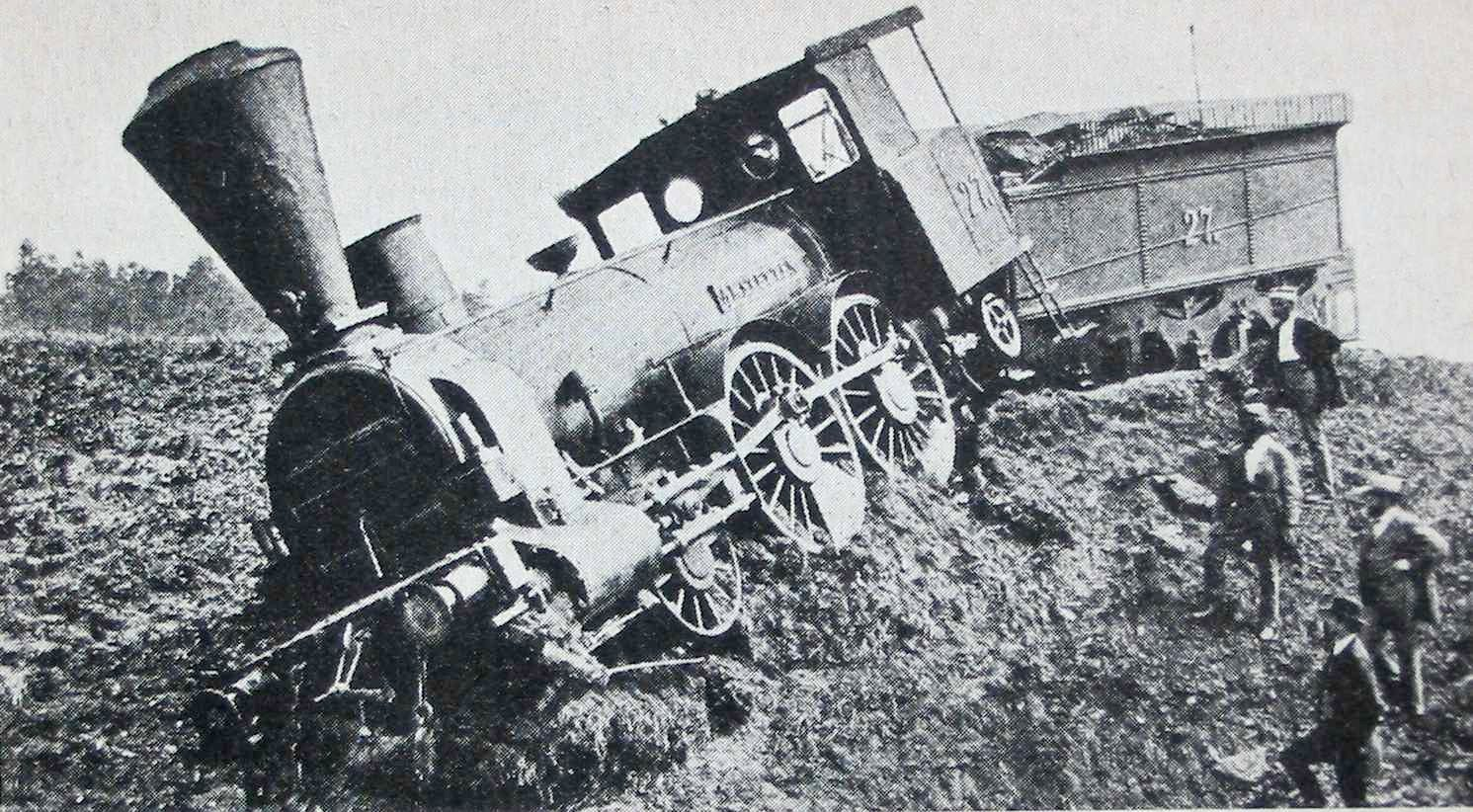
Entgleisung der AMSTETTEN am 19. Oktober 1875

Am 19. Oktober 1875 entgleiste die Lokomotive AMSTETTEN auf der österreichischen Westbahn beim Bahnhof Timelkam nach dem Bruch eines Radreifens. Ursache war die damals noch unbekannte Materialermüdung und kein Materialfehler. 
Seit 1918 gehört der Ort zum Bundesland Oberösterreich. Nach dem Anschluss Österreichs an das Deutsche Reich am 13. März 1938 gehörte der Ort zum Gau Oberdonau. Nach 1945 erfolgte die Wiederherstellung Oberösterreichs.

### Bevölkerungsentwicklung
1991 hatte die Gemeinde laut Volkszählung 5723 Einwohner, 2001: 5812 Einwohner.

## Kultur und Sehenswürdigkeiten
- Burgstall Perkheim

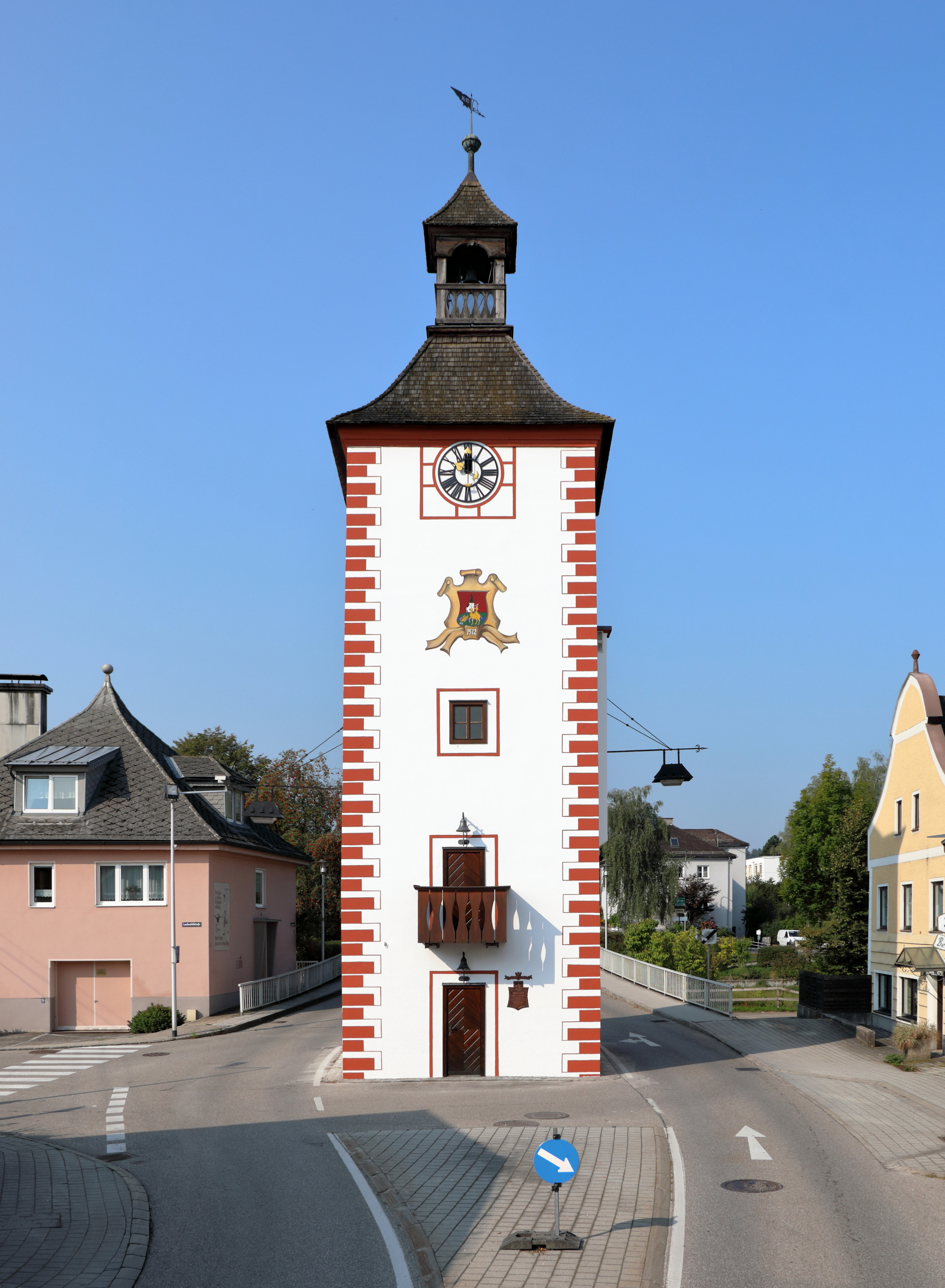
Marktturm; Wahrzeichen der Marktgemeinde

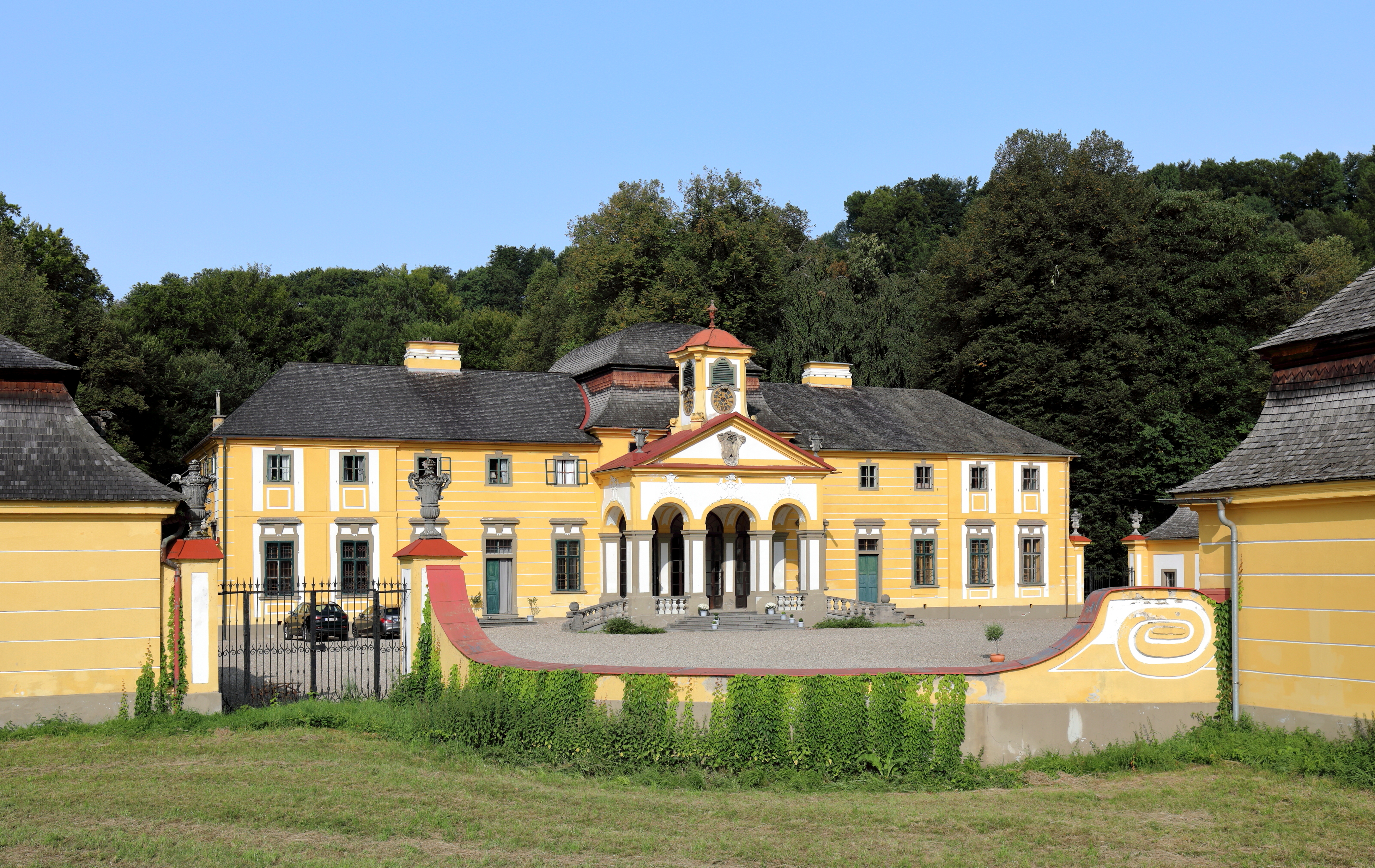
Schloss Neuwartenburg

- Burgruine Altwartenburg: liegt auf einer Anhöhe von Timelkam – und westlich von Vöcklabruck; wurde bereits im Jahr 909 als Burg erwähnt
- Schloss Neu-Wartenburg: Spätbarock, errichtet von 1730 bis 1732 von dem Wiener Architekten Anton Erhard Martinelli, mit einem Fresko von Bartolomeo Altomonte
- Marktturm Timelkam: Wahrzeichen von Timelkam. Der Turm wurde 1610 errichtet, war bis 1842 Sitz des Marktrates und von 1706 bis 1919 als Mautturm in Verwendung.
- Evangelische Pfarrkirche Timelkam
- Katholische Pfarrkirche Timelkam
- Katholische Filialkirche Oberthalheim
- Museumsbahn Timelkam – Ampflwang der Österreichischen Gesellschaft für Eisenbahngeschichte
- Timelkam verfügt über ein Kulturzentrum und zahlreiche Kulturvereine, wobei einerseits traditionelle Vereine wie die Marktmusik und andererseits zeitgenössische Initiativen wie KAT3 oder das Sozialforum Freiwerk aktiv sind. Außerdem gibt es in Timelkam einen Highland Club und weitere Initiativen.
- Das Bock Ma’s Benefizfestival war ein jährlich stattfindendes Festival für Musik, Kleinkunst und gesellschaftspolitische Information. Das 3-Tages-Festival fand seit 2005 jährlich am letzten Augustwochenende auf der Burgruine Altwartenburg statt und ging zu Gunsten des Flüchtlingsprojekts von Ute Bock über die Bühne, wodurch der gesamte Reinerlös sowie die Gagen aller auftretenden Bands und Künstler gespendet wurde. Im Jahr 2010 fand das Bock Ma’s aufgrund der einsturzgefährdeten Ruine zum letzten Mal statt.
- Der historische Bewässerungskanal ist eine Wasseranlage, die wahrscheinlich während der römischen Besetzung des Königreichs Noricum  errichtet wurde und vermutlich der Bewässerung der landwirtschaftlichen Flächen eines römischen Gutshofes diente.[2]

## Wirtschaft und Infrastruktur

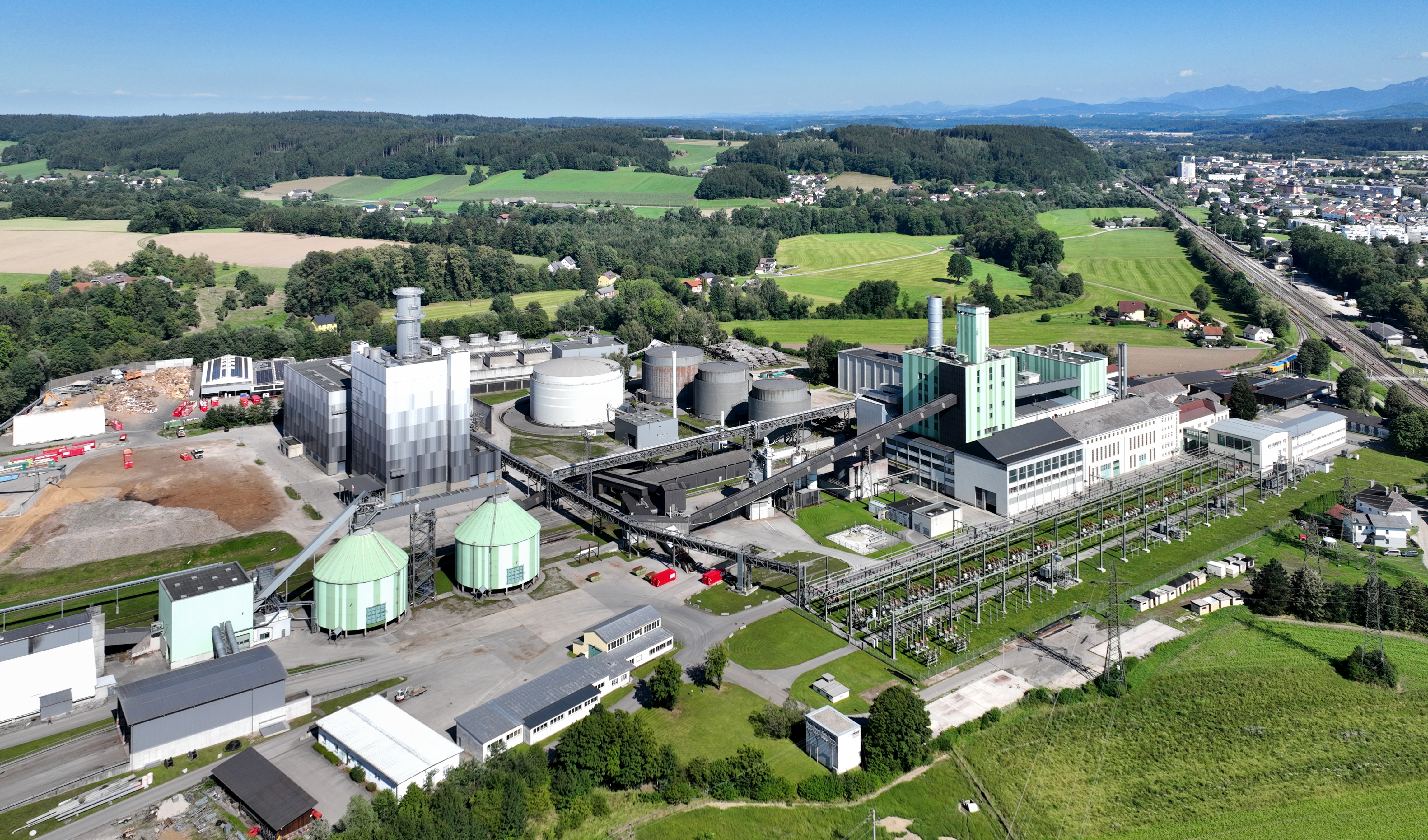
Der von der Energie AG betriebene Kraftwerkskomplex in Timelkam

Neben einen im Jahr 2008 in Betrieb gegangenen Gas-und-Dampf-Kombikraftwerk befindet sich noch ein Biomassekraftwerk vor Ort. Beide Kraftwerke versorgen den Ort auch mit Fernwärme.

### Verkehr
Timelkam liegt an der Westbahnstrecke Wien-Linz-Salzburg. Der Bahnhof in der Ortschaft Leidern wird von Regional- und Regionalexpresszügen bedient.

### Sport
Zu den bekanntesten Sportvereinen in Timelkam gehören der ATSV Timelkam und der TSV Timelkam. Weiters existiert ein Tennisclub und zahlreiche kleinere Vereine. Timelkam verfügt über mehrere Sportstätten, darunter Tennisplätze, Fußballplätze, ein Fitnessparcour und zwei Asphaltstockhallen.
In Timelkam findet jährlich der sogenannte Vöckla-Ufer-Lauf statt.

## Politik
Der Gemeinderat hat 31 Mitglieder.

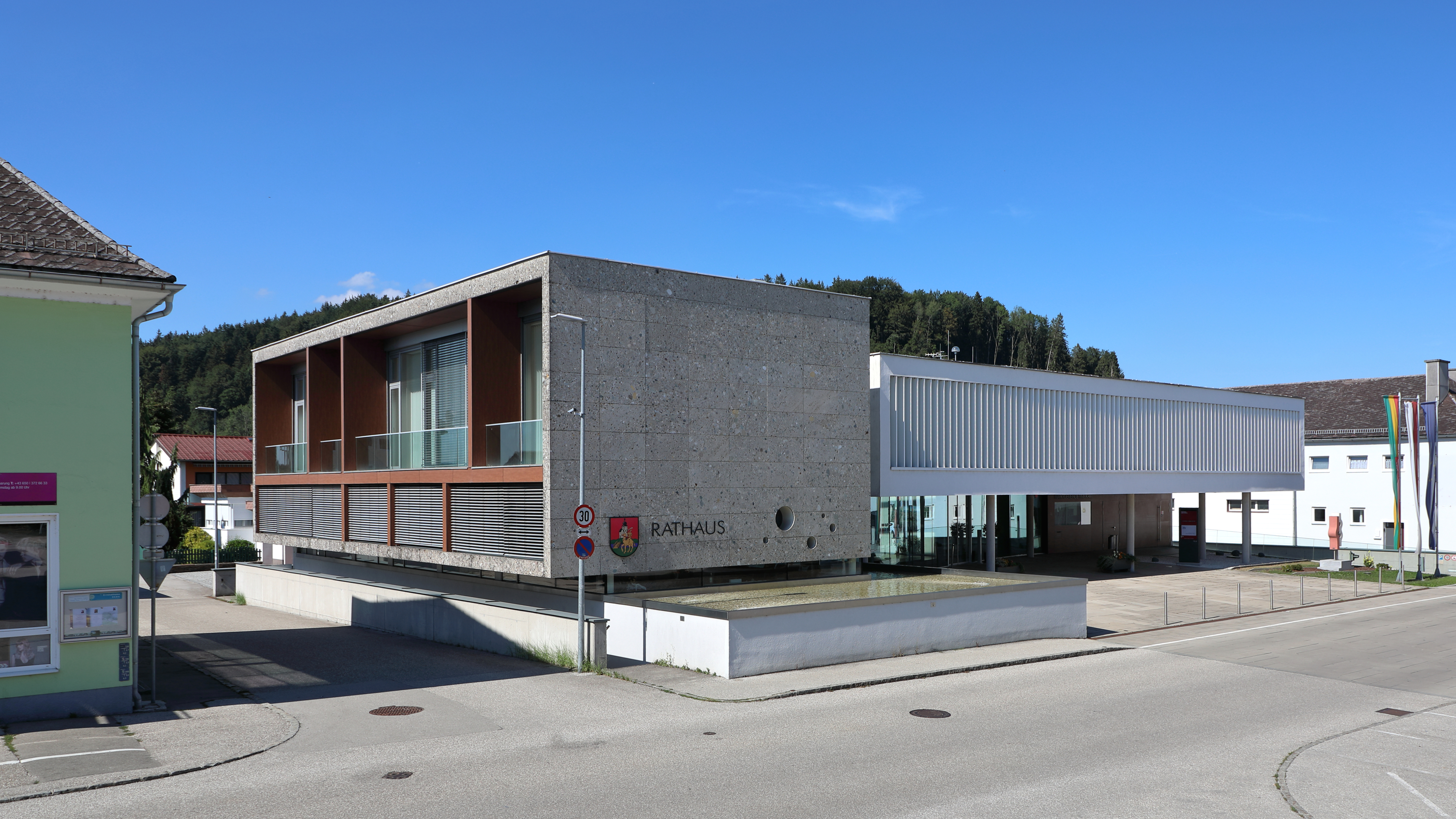
Rathaus; eröffnet am 19. Februar 2009

- Mit den Gemeinderats- und Bürgermeisterwahlen in Oberösterreich 2003 hatte der Gemeinderat folgende Verteilung: 18 SPÖ, 9 ÖVP, 2 FPÖ und 2 GRÜNE.
- Mit den Gemeinderats- und Bürgermeisterwahlen in Oberösterreich 2009 hatte der Gemeinderat folgende Verteilung: 13 SPÖ, 12 ÖVP, 4 FPÖ, 2 GRÜNE.
- Mit den Gemeinderats- und Bürgermeisterwahlen in Oberösterreich 2015 hatte der Gemeinderat folgende Verteilung: 13 SPÖ, 11 ÖVP, 5 FPÖ und 2 GRÜNE.
- Mit den Gemeinderats- und Bürgermeisterwahlen in Oberösterreich 2021 hat der Gemeinderat folgende Verteilung: 14 SPÖ, 12 ÖVP, 4 GRÜNE und 1 NEOS.[5]

### Bürgermeister
- 2002–2015 Johann Riezinger (SPÖ)
- seit 2015 Johann Kirchberger (SPÖ)

### Wappen
Blasonierung: In Rot auf grünem Schildfuß ein goldenes Kamel mit einem ebenfalls golden gekleideten Reiter, der in der linken Hand die roten Zügel, in der rechten einen blanken, silbernen Krummsäbel hält. Über einem blauen Bach schräglinkshin eine goldene Brücke; im Hintergrund auf grünem, flachem Dreiberg ein silberner, schwarz geöffneter und mit einer Zwiebelhaube schwarz bedachter Turm mit rechtsseitigem Anbau.
Die Gemeindefarben sind Rot-Gelb-Grün.
Wann das Wappen verliehen wurde, ist nicht bekannt. Der erste Nachweis ist ein Siegelabdruck aus dem Jahr 1647. Das Wappen zeigt den charakteristischen Marktturm mit der Brücke über die Dürre Ager. Das Kamel entstammt vermutlich dem Wappen des Adelsgeschlechts der Seeauer, die eine enge Verbindung zur Herrschaft Wartenburg hatten. Die Bedeutung des Reiters mit dem Krummsäbel ist unbekannt.

## Persönlichkeiten

### Ehrenbürger der Gemeinde
- Hans Riezinger († 2020), Bürgermeister von Timelkam 2001–2015

### Söhne und Töchter der Gemeinde
- Klaus Pitter (* 1947), Cartoonist und Illustrator
- Regina Prehofer (* 1956), Bankmanagerin
- Gerald Lehner (1968–2016), Schiedsrichter

### Mit der Gemeinde verbundene Persönlichkeiten
- Peter Keppelmüller (* 1944), Chemiker und Politiker (SPÖ)
- Kurt Palm (* 1955), Autor und Regisseur, wuchs in Timelkam auf. Er wurde 2001 von der Gemeinde Timelkam mit dem Verdienstzeichen in Gold ausgezeichnet.
- Reinhard Palm (1957–2014), Autor, Übersetzer und Dramaturg, wuchs in Timelkam auf.